# 聖阿瑟夫
圣阿瑟夫（英語：St Asaph，/sənt ˈæsəf/，[ɬanˈɛlʊɨ̯]）是威爾斯的一座城鎮，位於登比郡。據2011年人口普查，圣阿瑟夫有人口3,355人，是英國人口第二少的擁有城市地位的城鎮。

## 外部連結
- St Asaph City Council
- St Asaph （页面存档备份，存于） (City Times)
- BBC St Asaph page
- North Wales International Music Festival （页面存档备份，存于）
- www.geograph.co.uk : photos of St Asaph and surrounding area （页面存档备份，存于）